# Квинт Фабий Амбуст
Квинт Фабий Амбуст (на латински: Quintus Fabius Ambustus) e политик на Римската република.
Син е на Марк Фабий Вибулан (консул 442 пр.н.е.) и брат на Нумерий Фабий Амбуст (военен трибун 406 и 390 пр.н.е.) и Кезо Фабий Амбуст (военен трибун 404, 401, 395 и 390 пр.н.е.).
През 391 пр.н.е. Квинт Амбуст и двамата му братя са изпратени като посланици при галската войска, която обкражила Клузиум. През 390 пр.н.е. той е военен трибун.